# Hôtel de Frasans
L'Hôtel de Frasans est un hôtel particulier du XVIIe siècle situé à Dijon en Côte-d'Or en Bourgogne-Franche-Comté.

## Historique
Cet hôtel particulier est construit au 13 rue Jeannin en 1621 pour Jean Guillaume (avocat à la cour), époux de Michelle de Frasans.

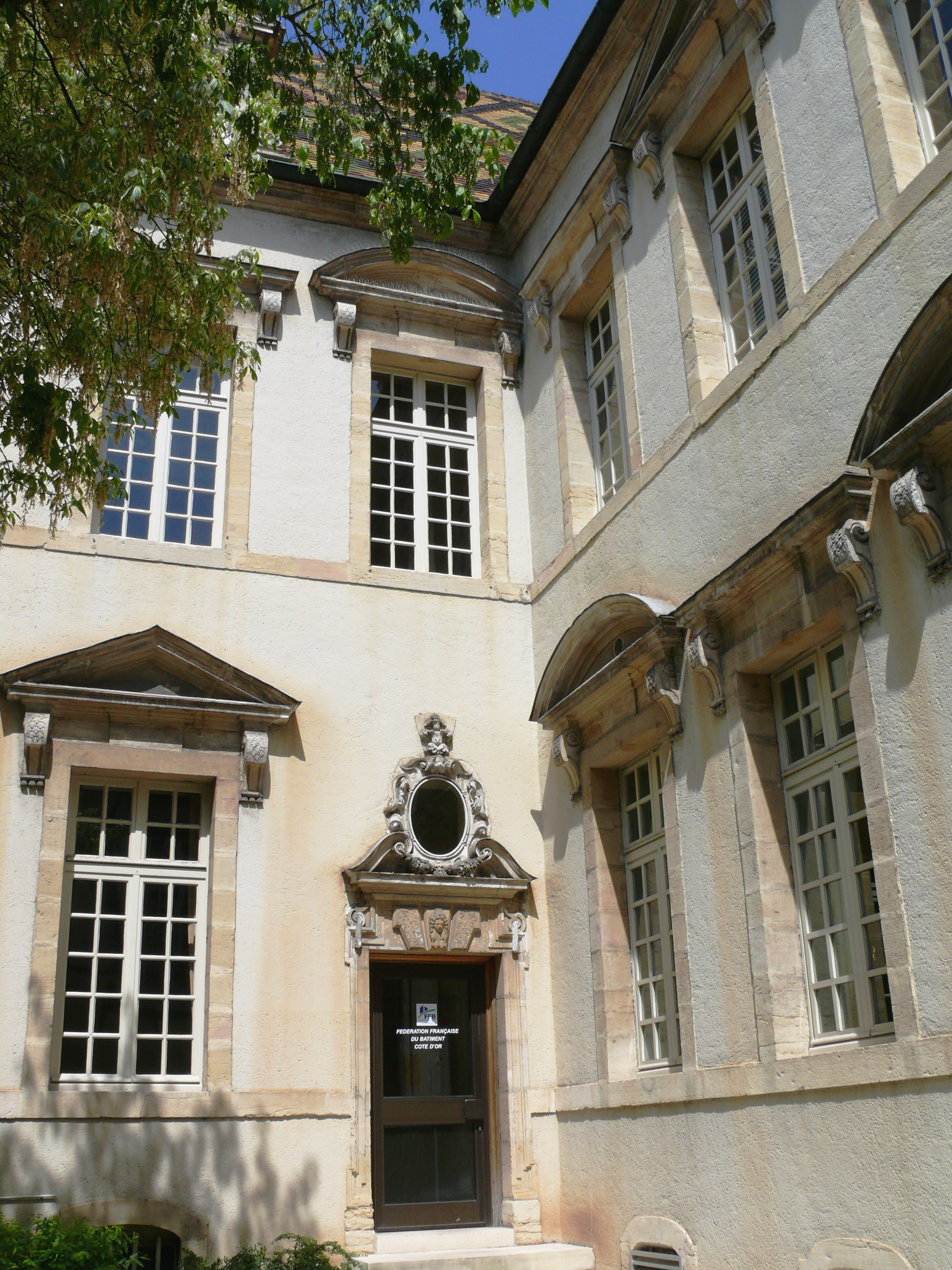
Façade sur cour.
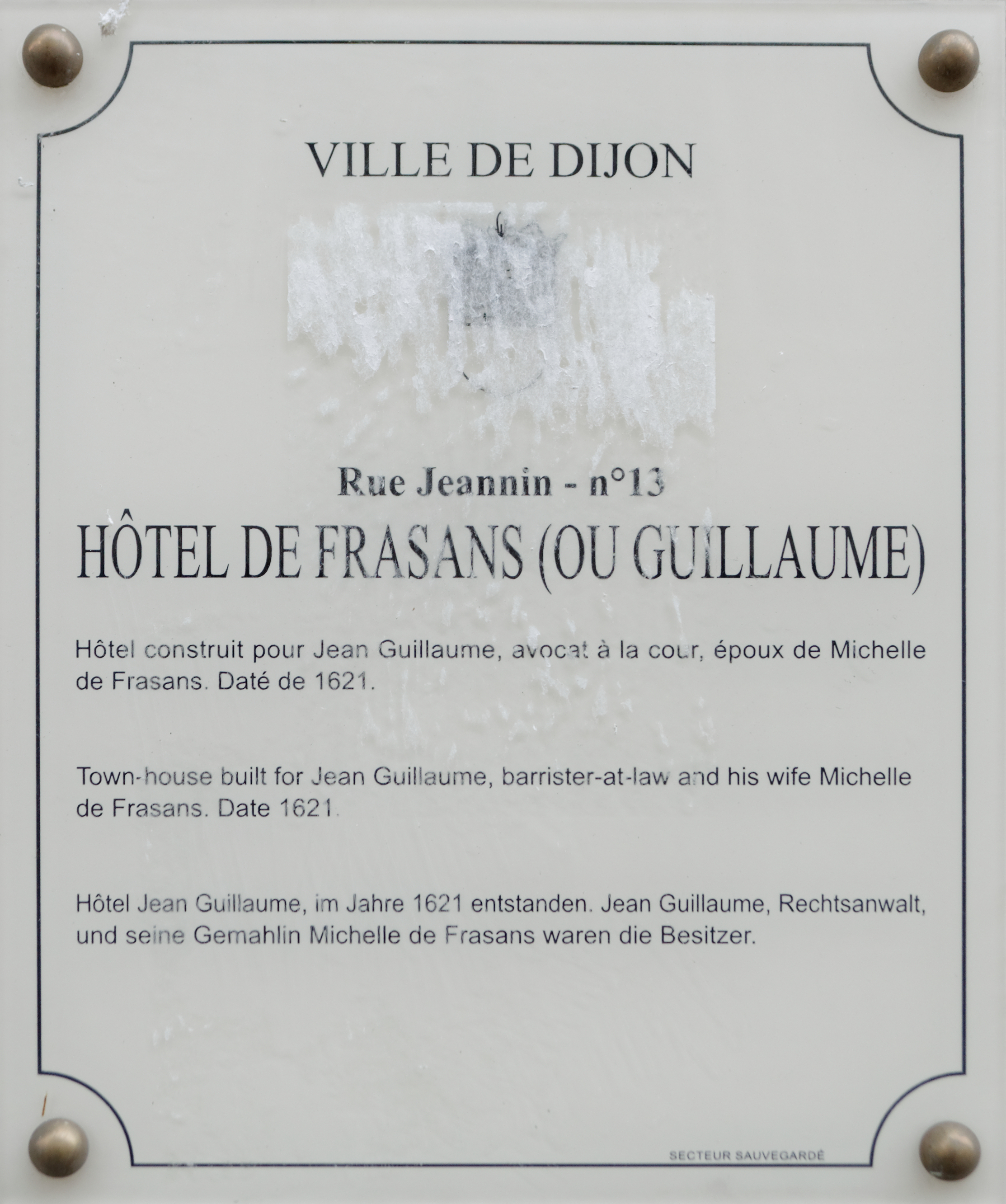
Plaque d'information trilingue (français, anglais, allemand).